# Down in a Hole
"Down in a Hole" é a quarta canção (ou décima segunda em algumas versões) do álbum Dirt (1992) do Alice in Chains. A canção foi escrita por Jerry Cantrell sobre sua então namorada, Courtney Clarke. Cantrell estava hesitante em apresentar essa canção para a banda, sentindo que a canção era muito "leve", mas após uma resposta positiva da banda, eles a gravaram, e ela acabou sendo lançado como single em 1993, atingindo a 10º posição do ranking Mainstream Rock Tracks da Billboard. Uma versão acústica foi apresentada no concerto da banda para o programa MTV Unplugged em 1996. A canção também foi incluída no box Music Bank de 1999. Outra versão acústica de "Down in a Hole" interpretada por William DuVall, foi incluída como faixa-bônus da versão Japonesa do álbum Black Gives Way to Blue de 2009.

## Letra
No box Music Bank de 1999, Jerry Cantrell explicou a canção:
| “ | ["Down in a Hole"] está no meu top três, pessoalmente. É para o meu amor de longa data. É a realidade da minha vida, o caminho que escolhi e, de uma forma estranha, meio que previu onde estamos agora. É difícil para nós dois entendermos... que esta vida não é propícia a muito sucesso com relacionamentos de longo prazo. | ” |

## Videoclipe
Um videoclipe dirigido por Nigel Dick foi filmado em Johanesburg, California em apenas um dia, 9 de Agosto de 1993, e lançado em Setembro daquele ano. O vídeo mostra cenas aleatórias da banda junto com os moradores locais e também conta com cenas gravadas pelos próprios integrantes. O clipe foi incluído no box Music Bank: The Videos. O baixista Mike Inez aparece no vídeo, apesar do baixista original da canção ter sido Mike Starr, que deixou o Alice in Chains em 1993. O clipe foi dedicado ao cachorro do baixista Mike Inez, Chuck, que apareceu no vídeo e morreu logo após as filmagens.

## Faixas do single
1. "Down In A Hole" (edição de rádio) – 3:53
2. "Down In A Hole" – 5:40
3. "What The Hell Have I?" – 4:00
4. "Rooster" – 6:15

## Créditos
- Layne Staley – vocal
- Jerry Cantrell – vocal, guitarra base
- Mike Starr – baixo
- Sean Kinney – bateria

## Versões
A canção foi regravada pelo jogador de beisebol profissional Bronson Arroyo em seu álbum de 2005, Covering the Bases, que a lista como "Down in the Hole."

## Desempenho nas tabelas musicais
| Tabela (1993)                              | Melhor posição |
| ------------------------------------------ | -------------- |
| Irlanda (IRMA)                             | 29             |
| Reino Unido (UK Singles Chart)             | 36             |
| Estados Unidos (Billboard Mainstream Rock) | 10             |